# Campeonato Mundial de Patinaje Artístico sobre Hielo de 1899
El IV Campeonato Mundial de Patinaje Artístico se realizó en Davos (Suiza) entre el 11 y el 12 de febrero de 1899 bajo la organización de la Unión Internacional de Patinaje sobre Hielo (ISU) y la Federación Suiza de Patinaje sobre Hielo. 

## Resultados

### Masculino
| Puesto | Nombre         | País              | Puntos |
| ------ | -------------- | ----------------- | ------ |
| Oro    | Gustav Hügel   | Imperio austríaco | 7      |
| Plata  | Ulrich Salchow | Suecia            | 8      |
| Bronce | Edgar Syers    | Reino Unido       | 15     |

## Medallero
| Núm. | País              | Oro | Plata | Bronce | Total |
| ---- | ----------------- | --- | ----- | ------ | ----- |
| 1    | Imperio austríaco | 1   | 0     | 0      | 1     |
| 2    | Suecia            | 0   | 1     | 0      | 1     |
| 3    | Reino Unido       | 0   | 0     | 1      | 1     |
|      | TOTAL             | 1   | 1     | 1      | 3     |

| Predecesor: Reino Unido 1898 | Campeonato Mundial de Patinaje Artístico sobre Hielo 1899 | Sucesor: Suiza 1900 |

- Datos: Q674492
- Multimedia: 1899 World Figure Skating Championships / Q674492